# 시바타 켄지
시바타 켄지(柴田 賢志, 1975년 10월 4일 ~ )는 일본의 전 배우이다. 현역 당시에는 주식 회사 SOS 엔터테인먼트에 소속되어 있었다. 신장 178센티미터에 취미는 인간 관찰, 작사이다.
후쿠오카 현 후쿠오카 시 하카타 구 태생으로, 초등학생 시절 요코하마 시 후타마타가와에 이주한다. 어릴 적부터 튀고 싶어 사람들을 웃기는 것을 가장 좋아하는 소년이었다. 카나가와 현립 미야코 고등학교 졸업 후 모델을 하면서 오디션을 계속 받아 1999년, 《구급전대 고고파이브》에 '타츠미 다이몬' 역할로 출연, 연기한 다이몬 은 5남매의 사남이라는 설정이지만 연기한 메인 캐스트의 5명 중 시바타가 가장 연장자이다.
배우 활동과 동시에 '나족'이란 밴드를 결성하고 있었다.
《구급전대 고고파이브》 촬영 종료 직전에 오른쪽 눈에 위화감을 느껴 병원에서 진료받았는데 뇌종양임이 판명되어 치료를 위해 2004년경에는 연예 활동을 중지하고 그대로 2007년 3월 31일에 연예계를 떠났다. 뇌종양 수술은 성공했지만 후유증이 남아 우반신이 마비된 상태에서 말도 잘 할 수 없게 되고, 뇌종양 치료로 복용한 스테로이드의 영향으로 난치병으로 두 발 모두 볼트가 들어가 장애인 4급 자격 인정을 받느라 근무처 등에서 차별을 받아 괴로운 일도 있었다고 한다.
2016년 1월 말까지 취업 지원 사업소에근무 후, 요코하마 시내의 유치원의 보조원에 취직한 것을 블로그로 밝히고 있다.
2018년 6월에는 한 방송에 출연해 소원해지고 있던 《구급전대 고고파이브》의 멤버 4명과 18년 만에 재회를 완수했다.
표현자로서는 시인으로 활동하고 있다.